# Puss Gets the Boot
Puss Gets the Boot (en español: El minino obtiene la patada o bien conocido en Latinoamérica y España como El que ríe al ultimo ríe mejor o El gato se gana el zapatazo en el re doblaje) es un cortometraje animado dirigido por William Hanna y Joseph Barbera, fue estrenado el 10 de febrero de 1940 por Metro-Goldwyn-Mayer. La animación estuvo a cargo de Carl Urbano, Tony Pabian, Jack Zander, Pete Burness y Bob Allen. El cortometraje es famoso por ser la primera aparición de Tom y Jerry (quienes originalmente se llamaban Jasper y Jinx respectivamente), dúo que protagonizó cerca de 110 cortometrajes y que ganó 7 Oscar al mejor cortometraje animado. Este dibujo animado recibió la primera nominación al premio, pero no ganó. Además en Latinoamérica tardó por lo menos 39 años en transmitirse por primera vez en 1979.

## Sinopsis
En este corto animado, un gato llamado Jasper se divierte atormentando a un ratón llamado Jinx, que intenta escapar de Jasper mientras este sujeta la cola de Jinx para evitar que huya. Finalmente, Jinx se libera pero se mete en la boca de Jasper, de la que escapa por poco. Entonces Jasper dibuja una ratonera en la pared para engañar a Jinx para que se meta en él. Jinx choca con la pared tan fuerte que se queda tonto. Jasper lo revive usando agua de la pecera y lo agarra. Habiéndose dado cuenta de la situación poco a poco, Jinx golpea el ojo de Jasper, haciendo que grite de dolor. El gato, furioso,  golpea contra una mesita, que se rompe al caer junto con el jarrón que tenía encima. Mammy Two Shoes entra en la habitación y regaña a Jasper por su mala conducta, amenazando con echarlo a patadas de la casa si si rompe algo más. Jasper se enoja, Jinx se ríe por lo bajo, y esto hace que Jasper lo persiga, pero cuando Jinx sostiene una copa sobre el borde de la mesa, Jasper retrocede tras ver a una Mammy furiosa se aleja con los restos del jarrón, temiendo que se va a meter en problemas de nuevo.
Jasper se ríe nerviosamente y se va. El ratón asiente con la cabeza de alegría, pero pronto se ve a Jasper corriendo detrás de él una vez más, y renueva la amenaza. Esta vez, golpea a Jinx el gato con el vidrio, que una vez más se esconde en el miedo.
Cansado de esto, Jinx guiños a la cámara, tira la copa en la mesa y silba para alertar al gato, que atrapa la copa y por poco se salva. Otro silbido, otra copa, la bandeja con las copas, y los cuatro vasos que estaban en ella siguen, Jasper es golpeado en la cabeza con un plato decorado de flores. Jasper ve a Jinx mofándose de él con una copa más en su mano, frustrado, Jasper intenta lanzar la placa en el suelo, pero se da cuenta de esto probablemente se rompería y se golpea a sí mismo en la cabeza. El gato puntos almohadas de todo tipo en un sofá cercano y las deja fuera, decidido a terminar con esta amenaza.
Como Jinx marcha a lo largo de la mesa, Jasper aparece a su lado y no se asusta con la amenaza de Jinx. El ratón y luego se tuerce el rabo al gato como si dijera: "Como quieras", y con arrogancia echa el vaso al suelo. No oír el choque que se esperaba, él mira hacia abajo en el suelo y ve que el vaso cayó sobre una de las almohadas, marcada por una sonrisa satisfecha del gato. Jinx es rápidamente atrapado por el gato, el ratón, dice una breve oración, y tras pensarlo un poco rápido, añade: "Amén". Jasper luego lo deja ir, solo para coger y lanzar él con su cola una vez más, luego se sienta con la boca abierta para Jinx a caer. Por desgracia, el ratón ha aterrizado en el estante de porcelana y un plato cae hacia abajo en Jasper en lugar de él.
Jasper está momentáneamente aturdido, pero todavía lleva el plato, pero Jinx procede para derribar todas los platos en el estante y fuerza al gato a cargar la pila de platos. Sudando de forma incontrolable, jasper finalmente logra inclinar la pila contra la pared, pero pronto las manchas del ratón saludándolo con la mano desde la parte superior de la pila. Jasper solo se puede ver en el terror como el ratón lanza la última placa hasta su inevitable destrucción. Mammy baja molesta por las escaleras, anunciando que va a echar al gato tan pronto baje.
Jinx salta en señal de triunfo, y luego corre por la pila de platos, pisa fuerte en la nariz de Jasper, le enrolla de los párpados, se mete a nadar en su leche a espaldas del gato, e incluso se limpia a sí mismo con la cola de Jasper, por ahora, Mammy se acerca con una escoba en la mano y Jinx patea al gato en la parte trasera, lo que le hace caer toda la vajilla y tomar toda la culpa. Jinx huye de la escena y se sumerge en el agujero antes de que Mammy le aplasta con sus pies. Jasper es arrastrado por el suelo por Mammy y expulsado de la casa. Jinx  mira a su oponente ser lanzado hacia afuera, y entonces ve el letrero "Home Sweet Home"  utilizado para engañarlo antes.

## Producción y lanzamiento
En junio de 1937, el animador y guionista Joseph Barbera comenzó a trabajar para la unidad de animación Ising en MGM , entonces el estudio más grande de Hollywood. Se enteró de que el copropietario Louis B. Mayer deseaba impulsar el departamento de animación alentando a los artistas a desarrollar algunos personajes de dibujos animados nuevos, tras la falta de éxito de su serie de dibujos animados anterior basada en El capitán y los niños. tira cómica. Luego, Barbera se asoció con su compañero animador y director de la unidad Ising, William Hanna , y propuso nuevas ideas, entre ellas el concepto de dos "personajes iguales que siempre estaban en conflicto entre sí". [4] Una de las primeras ideas involucraba a un zorro y un perro antes de que se decidieran por un gato y un ratón. La pareja discutió sus ideas con el productor Fred Quimby , entonces jefe del departamento de cortometrajes quien, a pesar de la falta de interés en él,les dio luz verde para producir un corto de dibujos animados.
El corto, El gato recibe la bota, presentaba a un gato llamado Jasper y un ratón sin nombre, y una criada afroamericana. Leonard Maltin lo describió como "muy nuevo y especial [...] que iba a cambiar el curso de la producción de dibujos animados de MGM" y estableció la exitosa fórmula de Tom y Jerry de persecuciones cómicas del gato y el ratón con chistes de payasadas. [6] [4] Se estrenó en el circuito teatral el 10 de febrero de 1940 y, después de que la gerencia les aconsejó a la pareja que no produjeran más, se centraron en otras caricaturas, incluidas Gallopin' Gals (1940) y Officer Pooch (1941 ). ). [4] Sin embargo, las cosas cambiaron cuando la empresaria de Texas Bessa Short envió una carta a MGM preguntando si se producirían más cortos del gato y el ratón, lo que ayudó a convencer a la gerencia de encargar una serie. [7] [3] El animador John Carr ganó un concurso de estudio realizado para cambiar el nombre de ambos personajes, quien sugirió el gato Tom y el ratón Jerry después del popular cóctel navideño , que a su vez deriva de los nombres de dos personajes de una obra de teatro de 1821 de William Moncrieff , una adaptación del libro de Pierce Egan de 1821 titulado Life in London , donde se originaron los nombres, que se basó en las carreras de George Cruikshank , Isaac Robert Cruikshank y Egan. Carr recibió un primer premio de 50 dólares. [8] [ cita breve incompleta ] El gato recibe la bota fue un éxito de crítica, obteniendo una nominación al Premio de la Academia al Mejor Cortometraje: Dibujos animados en 1941 a pesar de que los créditos incluyen a Ising y omiten a Hanna y Barbera.
Después de que MGM dio luz verde a Hanna y Barbera para continuar, el estudio entró en producción en The Midnight Snack (1941).La pareja continuaría trabajando en los dibujos animados de Tom y Jerry durante los siguientes quince años de su carrera